# Punta Negra (Baleares)
La Punta Negra es un accidente geográfico de la costa de Estellenchs en Mallorca (España), situado al norte del puerto, entre la Punta Roja y la Piedra Alta. Se documenta desde el mapa del cardenal Despuig en 1787.